# 西因帕爾縣
西因帕爾縣是印度的一個縣，位於該國東北部，由曼尼普爾邦負責管轄，面積519平方公里，識字率為86.7%，2011年人口514,683，人口密度每平方公里992人。

## 外部連結
- Official district government website （页面存档备份，存于）